# Ладыгин, Николай Иванович (поэт)
Николай Иванович Ладыгин (11 апреля (24 апреля) 1903 год, Рославль — 23 мая 1975, Тамбов) — советский художник и поэт-палиндромист.

## Биография
Короткое время учился в Петроградском художественном училище, затем работал в Рославле столяром, разнорабочим, художником-оформителем. С началом Великой Отечественной войны был эвакуирован в деревню в Тамбовской области, преподавал в местной школе рисование и черчение. С начала 1950-х годов и до смерти жил в Тамбове, как художник участвовал в городских выставках. Дружил с поэтом Николаем Глазковым.
Последнее десятилетие своей жизни Ладыгин посвятил оригинальному поэтическому творчеству в форме палиндрома. После отдельных экспериментов Велимира Хлебникова и Семена Кирсанова Ладыгин стал первым русским автором, целенаправленно работавшим в этой форме. Стихотворения-палиндромы Ладыгина разнообразны по содержанию, но преобладает пейзажная лирика. Опубликованный в 1993 году сборник палиндромов Ладыгина «Золото лоз» положил начало систематическому изданию палиндромов в России.